# Pearls of Umhlanga
Pearls of Umhlanga est un complexe résidentiel de luxe construit dans les années 2000 à Umhlanga, non loin de Durban, en Afrique du Sud. 
Situé sur le front de mer, il est composé de tours d'habitations et de diverses constructions.
La plus haute des tours fait 44 étages.